# Газовая хроматография
Газовая хроматография — физико-химический метод разделения веществ, основанный на распределении компонентов анализируемой смеси между двумя несмешивающимися и движущимися относительно друг друга фазами, где в качестве подвижной фазы выступает газ (газ-носитель), а в качестве неподвижной фазы - твердый сорбент или жидкость, нанесенная на инертный твердый носитель или внутренние стенки колонки.
В зависимости от типа используемой неподвижной фазы газовую хроматографию подразделяют на газоадсорбционную (в зарубежной научной литературе ее принято обозначать как газотвердофазная) и газожидкостную хроматографию. В первом случае неподвижной фазой является твёрдый носитель (силикагель, уголь, оксид алюминия), во втором — жидкость, нанесённая на поверхность инертного носителя.
Газо-жидкостная хроматография — разделение газовой смеси вследствие различной растворимости компонентов пробы в жидкости или различной стабильности образующихся комплексов. Неподвижной фазой служит жидкость, нанесенная на инертный носитель, подвижной — газ.
Разделение основано на различиях в летучести и растворимости (или адсорбируемости) компонентов разделяемой смеси.
Этот метод можно использовать для анализа газообразных, жидких и твёрдых веществ с молекулярной массой меньше 400, которые должны удовлетворять определённым требованиям, главные из которых — летучесть, термостабильность, инертность, лёгкость получения. Этим требованиям в полной мере удовлетворяют, как правило, органические вещества, поэтому газовую хроматографию широко используют как серийный метод анализа органических соединений.

## Оборудование для газовой хроматографии
Главным прибором для этого метода исследований является газовый хроматограф:
| \| \| |
| Схема газового хроматографа |
| 1 — источник газа-носителя (подвижной фазы) 2 — регулятор расхода газа носителя 3 — устройство ввода пробы 4 — хроматографическая колонка в термостате 5 — детектор 6 — электронный усилитель 7 — регистрирующий прибор (самописец, компьютер) 8 — расходомер |
| Схема газового хроматографа |

| Схема газового хроматографа |

### Источник газа-носителя
Чаще всего это — 40 литровый баллон со сжатым или сжиженным газом, который обычно находится под большим давлением (до 150 атмосфер), посредством редуктора давление на выходе снижают до рабочего давления хроматографа(обычно хроматографы работают под давлением от 4 до 10 атмосфер). Чаще всего при хроматографии используют гелий, реже аргон и азот, ещё реже водород и другие газы.
В случае использования в качестве газа-носителя водорода или азота источниками газа помимо баллонов могут служить генераторы водорода или азота соответственно.
В России принята цветовая маркировка баллонов, содержащих различные газы.
| Газ           | Окраска баллона | Цвет надписи с названием газа |
| ------------- | --------------- | ----------------------------- |
| Азот          | Чёрный          | Жёлтый                        |
| Водород       | Тёмно-зелёный   | Красный                       |
| Гелий         | Коричневый      | Белый                         |
| Аргон (техн.) | Чёрный          | Синий                         |
| Аргон (чист.) | Серый           | Зелёный                       |
| Кислород      | Голубой         | Чёрный                        |
| Горючие газы  | Красный         | Белый                         |

### Регулятор расхода газа
Предназначение этого компонента газового хроматографа — контроль расхода газа в системе, а также поддержка необходимого давления газа на входе в систему. Обычно в качестве регулятора расхода газа используются редуктор или дроссель.

### Устройство ввода пробы
Предназначено для подачи пробы анализируемой смеси в хроматографическую колонку.
В том случае, если хроматограф предназначен для анализа жидких проб, устройство ввода проб совмещается с испарителем.
Проба вводится в испаритель при помощи микрошприца путём прокалывания эластичной прокладки. Испаритель обычно нагрет до температуры, превышающей температуру самой колонки на 50 °C. Объём вводимой пробы от 0,1 до нескольких микролитров
В случае газообразных образцов, проба может вводиться 2 способами:
1. Проба вводится в испаритель при помощи газового шприца (специальный газоуплотненный хроматографический шприц для вкола газообразных проб в испаритель обычно объёмом 1 мл) путём прокалывания эластичной прокладки.
2. Включение в газовую схему «газового крана» вместо или перед испарителем. Газовый кран имеет 2 положения: «отбор пробы» и «анализ». В положении «отбор пробы» газ-носитель поступает напрямую в колонку, в это же время петля подключена одним концом к штуцеру отбора пробы, а вторым соединена со штуцером сброса пробы (атмосферой). При повороте газового крана в режим «анализ» происходит переключение потоков газов: теперь газ-носитель идет в колонку через пробоотборную петлю (обычно используют петли объёмом 1 или 2 мл) осуществляя таким образом ввод пробы в колонку, в это же время штуцер отбора пробы соединяется с атмосферой минуя пробоотборную петлю.

### Хроматографические колонки
Под колонкой подразумевается сосуд, длина которого значительно больше диаметра. Для газовой хроматографии используют 2 типа колонок — капиллярные и насадочные. Насадочные колонки имеют внешний диаметр от 2 до 4 мм и длину от 1-го метра до 4-х метров. Внутренний диаметр капиллярных колонок (ID — inner diameter) — 0,15-0,53 мм, а длина — 15-100 м. Материалом для изготовления колонок служит стекло, нержавеющая сталь, медь, иногда фторопласт. В последнее время наибольшее распространение получили капиллярные колонки изготовленные из плавленного кварца, с нанесенной внутри неподвижной фазой. Длина подобных колонок может достигать сотен и даже тысяч метров, хотя чаще используются колонки длиной 30-60 м.
Крайне важно плотное наполнение колонок неподвижной фазой, а также обеспечение постоянства температуры колонки в течение всего процесса хроматографирования. Точность поддержания температуры должна составлять 0,05-0,1 °C. Для точного регулирования и поддержания температуры используют термостаты.

### Детекторы
Детекторы предназначены для непрерывного измерения концентрации веществ на выходе из хроматографической колонки. Принцип действия детектора должен быть основан на измерении такого свойства аналитического компонента, которым не обладает подвижная фаза.
В газовой хроматографии используют следующие виды детекторов:
- пламенно-ионизационный детектор
- детектор по теплопроводности (катарометр)
- детектор электронного захвата
- пламенно-фотометрический детектор
- термоионный детектор
- фотоионизационный детектор
- масс-спектрометр
- ИК-фурье спектрометр